# Ayotoxco de Guerrero
Ayotoxco de Guerrero è una municipalità dello stato di Puebla, nel Messico centrale, il cui capoluogo è la località omonima.
Conta 8.153 abitanti (2010) e ha una estensione di 107,04 km². 	 	
La prima parte nome della località in lingua nahuatl significa luogo degli armadilli, mentre la seconda ricorda Vicente Guerrero, patriota e rivoluzionario messicano.